# Park Jae-hong
Dans ce nom coréen, le nom de famille, Park, précède le nom personnel.
Park Jae-hong (coréen : 박재홍) (né le 10 novembre 1978 à Séoul en Corée du Sud) est un joueur de football international sud-coréen, qui évoluait au poste de défenseur.

## Biographie

### Carrière en sélection
Avec l'équipe de Corée du Sud, il dispute 30 matchs (pour aucun but inscrit) entre 2000 et 2005. Il figure notamment dans le groupe des sélectionnés lors des JO de 2000. Lors du tournoi olympique il joue trois matchs.
Il participe également aux coupes d'Asie des nations de 2000 et de 2004, ainsi que la Gold Cup de 2000.

## Palmarès
| Jeonbuk Hyundai - Coupe de Corée du Sud (1) : - Vainqueur : 2003. - Supercoupe de Corée du Sud (1) : - Vainqueur : 2004. |  | Jeonnam Dragons - Coupe de Corée du Sud (1) : - Vainqueur : 2006. |

| Cluj-Napoca - Championnat de Roumanie D2 (1) : - Champion : 2006-07. |  | Gyeongnam - Coupe de Corée du Sud (1) : - Vainqueur : 2008. |